# Monotaxis grandoculis
Monotaxis grandoculis – gatunek ryby z rodziny letrowatych. Poławiana jako ryba konsumpcyjna.
Występowanie: gorące wody Oceanu Indyjskiego i Spokojnego, rafy koralowe na głębokościach od 1-100 m p.p.m.

## Opis
Osiąga do 60 cm długości. 